# (17007) 1999 CK65
A (17007) 1999 CK65 a Naprendszer kisbolygóövében található aszteroida. A LINEAR projekt keretében fedezték fel 1999. február 12-én.